# Cornukaempferia larsenii
Cornukaempferia larsenii là một loài thực vật có hoa trong họ Gừng. Loài này được Piyaporn Saensouk mô tả khoa học đầu tiên năm 2007.

## Từ nguyên
Tên khoa học của loài là để vinh danh Kai Larsen, một nhà thực vật học có tên tuổi về Hệ thực vật Thái Lan.

## Phân bố
Loài này tìm thấy trong rừng lá sớm rụng hỗn hợp trên đất nhiều mùn, ở cao độ 1.200 m trong Vườn quốc gia Phu Ruea và Vườn quốc gia Na Haeo (nay là Vườn quốc gia Phu Suan Sai), tây bắc tỉnh Loei Province, đông bắc Thái Lan. Mẫu mô tả loài: S. Saensouk & P.Saensouk 145, thu thập tại Vườn quốc gia Phu Ruea ngày 22 tháng 5 năm 2005.

## Mô tả
Cây thảo thân rễ lâu năm với lá áp ép, cao ~28–40 cm. Rễ màu vàng nhạt, dạng chùm với các củ lưu trữ hình cầu đến hình thoi ở tận cùng; củ màu vàng với lõi màu nâu nhạt, mùi thơm nhẹ và vị đắng. Thân rễ 2 lớp; lớp ngoài màu trắng ánh vàng, lõi trong màu vàng; đường kính 1,5–2 cm. Bẹ không lá 3, màu xanh lục đến hơi đỏ, có lông thưa. Bẹ lá dài 5–10 cm, màu xanh lục đến hơi đỏ, có lông thưa; lưỡi bẹ ngắn, dạng màng; cuống lá dài 3–8 cm, màu xanh lục đến hơi đỏ, nhẵn nhụi hoặc thưa lông; phiến lá rộng hình trứng đến gần tròn, 17-26 × 11,8–17 cm; mặt trên xanh lục, đôi khi với vài vạch màu trắng bạc giữa các gân, thưa lông; mặt dưới màu ánh lục, với ít lông màu trắng; mép gợn sóng. Cụm hoa với 3-5 hoa; lá bắc hình trứng, ~5,2 × 1,4 cm, đỉnh nhọn, thưa lông; lá bắc con hình mác, ~5 × 1 cm, đỉnh nhọn, nhẵn nhụi; ống đài hoa ~3,5 × 0,5 cm, xẻ một bên tới 1 cm, đỉnh 3 răng, màu trắng, có lông tơ; ống tràng hoa dài 2-3,2 cm, màu trắng, nhẵn nhụi cả hai mặt; thùy tràng ở lưng hình mác đến thuôn dài ~3 × 1,2 cm, chóp có nắp, nhẵn nhụi, màu đỏ; các thùy tràng bên thuôn dài, ~3 × 0,6 cm, đỉnh thuôn tròn, nhẵn nhụi, màu đỏ; nhị lép bên, hình mác ngược, 1,8-2,3 × 1-1,4 cm, nhẵn nhụi, màu vàng đến màu da cam; cánh môi hình chuông, uốn cong xuống dưới, màu vàng đến màu da cam với các vạch đỏ ở trung tâm, hình gần tròn rộng, 3-3,5 × 2,5–3 cm, với mép gợn sóng, nhẵn nhụi. Chỉ nhị dài ~5 mm, màu vàng, nhẵn nhụi; bao phấn ~2 × 0,5 cm, màu ánh vàng, mở theo chiều dọc, phần phụ liên kết tạo thành một mào dài, hẹp, cong về phía trước. Bầu nhụy hình elipxoit, thưa lông; vòi nhụy cong với chỉ nhị và mào; đầu nhụy ~1 × 1 mm, đỉnh 3 thùy, có lông rung. Tuyến trên bầu 2, dài ~4 mm, nhẵn nhụi. Quả chưa thuần thục màu đỏ, gần hình cầu, ~12 × 8 mm, nhẵn nhụi.
C. larsenii là tương tự như C. aurantiflora, nhưng khác ở chỗ có mặt lá trên màu xanh lục hoặc đôi khi với rất ít vết màu trắng bạc giữa các gân phụ và mặt dưới màu ánh xanh lục, cánh môi hình chuông. Loài này cũng có 3-5 hoa mỗi cụm hoa trong khi ở C. aurantiflora là 10-15 hoa. Lá và hoa xuất hiện trong tháng 4, quả chín trong tháng 5.